# Canton de Montigny-le-Bretonneux
Le canton de Montigny-le-Bretonneux est une division administrative française, située dans le département des Yvelines et la région Île-de-France.

## Histoire
Le canton a été créé en 1991 par démembrement du canton de Versailles-Ouest.
Sa composition reste inchangée à la suite du redécoupage cantonal de 2014.

## Représentation

### Représentation avant 2015
| Période | Période          | Identité         | Étiquette | Qualité                                                                |
| ------- | ---------------- | ---------------- | --------- | ---------------------------------------------------------------------- |
| 1991    | 1995 (démission) | Nicolas About    | UDF-PSD   | Médecin Député (1978-1981) Maire de Montigny-le-Bretonneux (1977-2004) |
| 1995    | 2008             | Roland Nadaus    | PS        | Poète, écrivain Maire de Guyancourt (1983-2002)                        |
| 2008    | 2015             | François Deligné | PS        | Enseignant Maire de Guyancourt (2002-2016)                             |

#### Résultats électoraux

##### Élection de mars 2008
L’élu de ce canton est François Deligné (PS), élu au premier tour le 9 mars 2008 avec 51,89 % des voix est par ailleurs maire de Guyancourt. Sa suppléante est Sandrine Grandgambe conseillère municipale de Montigny-le-Bretonneux. François Deligné appartient au groupe minoritaire des élus socialistes et apparentés.

##### Élection de mars 2015
À l'issue du 1er tour des élections départementales de 2015, deux binômes sont en ballottage : Michel Laugier et Laurence Trochu (Union de la Droite, 40,65 %) et François Deligne et Sandrine Grandgambe (PS, 35,93 %). Le taux de participation est de 45,64 % (19 466 votants sur 42 648 inscrits) contre 45,34 % au niveau départemental et 50,17 % au niveau national.
Au second tour, Michel Laugier et Laurence Trochu (Union de la Droite) sont élus avec 53,48 % des suffrages exprimés et un taux de participation de 42,82 % (9 340 voix pour 18 261 votants et 42 649 inscrits).

### Représentation depuis 2015
| Période élective | Période élective | Mandat | Mandat   | Identité          | Nuance | Nuance | Qualité |
| ---------------- | ---------------- | ------ | -------- | ----------------- | ------ | ------ | --- |
| 2015             | 2021             | 2015   | 2021     | Michel Laugier    |        | UDI    | Journaliste Président de la CA Saint-Quentin-en-Yvelines (2014 → 2017) Maire de Montigny-le-Bretonneux (2004 → 2017) Sénateur des Yvelines (2017 → ) |
| 2015             | 2021             | 2015   | 2021     | Laurence Trochu   |        | LR     | Enseignante en philosophie Conseillère municipale de Guyancourt Présidente de Sens commun                                                            |
| 2021             | 2028             | 2021   | en cours | Laurence Boularan |        | MoDem  | Retraitée de l'Education nationale, Guyancourt Suppléante du député LREM Charles Rodwell                                                             |
| 2021             | 2028             | 2021   | en cours | Lorrain Merckaert |        | DVD    | Ancien directeur de cabinet Maire de Montigny-le-Bretonneux depuis 2020                                                                              |

### Résultats détaillés

#### Élections de mars 2015
À l'issue du 1er tour des élections départementales de 2015, deux binômes sont en ballottage : Michel Laugier et Laurence Trochu (Union de la Droite, 40,65 %) et François Deligne et Sandrine Grandgambe (PS, 35,93 %). Le taux de participation est de 45,64 % (19 466 votants sur 42 648 inscrits) contre 45,34 % au niveau départemental et 50,17 % au niveau national.
Au second tour, Michel Laugier et Laurence Trochu (Union de la Droite) sont élus avec 53,48 % des suffrages exprimés et un taux de participation de 44,10 % (6 763 voix pour 10 838 votants et 24 576 inscrits).

#### Élections de juin 2021
Le premier tour des élections départementales de 2021 est marqué par un très faible taux de participation (33,26 % au niveau national). Dans le canton de Montigny-le-Bretonneux, ce taux de participation est de 33,58 % (13 971 votants sur 41 611 inscrits) contre 33,61 % au niveau départemental. À l'issue de ce premier tour, deux binômes sont en ballottage : Laurence Boularan et Lorrain Merckaert (Union au centre et à droite, 37,66 %) et Claire Lavenant et François Morton (DVG, 32,99 %).
Le second tour des élections est marqué une nouvelle fois par une abstention massive équivalente au premier tour. Les taux de participation sont de 34,36 % au niveau national, 35,23 % dans le département et 34,87 % dans le canton de Montigny-le-Bretonneux. Laurence Boularan et Lorrain Merckaert (Union au centre et à droite) sont élus avec 58,72 % des suffrages exprimés (8 211 voix pour 14 514 votants et 41 621 inscrits),,.

## Composition
Le canton de Montigny-le-Bretonneux comprend deux communes entières,.
| Nom                                            | Code Insee | Intercommunalité             | Superficie (km2) | Population (dernière pop. légale) | Densité (hab./km2) | Modifier                                    |
| ---------------------------------------------- | ---------- | ---------------------------- | ---------------- | --------------------------------- | ------------------ | ------------------------------------------- |
| Montigny-le-Bretonneux (bureau centralisateur) | 78423      | CA Saint-Quentin-en-Yvelines | 11,65            | 32 150 (2022)                     | 2 760              | modifier les données · modifier les données |
| Guyancourt                                     | 78297      | CA Saint-Quentin-en-Yvelines | 13,00            | 29 758 (2022)                     | 2 289              | modifier les données · modifier les données |
| Canton de Montigny-le-Bretonneux               | 7810       |                              | 24,65            | 61 908 (2022)                     | 2 511              | modifier les données                        |

## Démographie

### Démographie avant 2015
| 1990   | 1999   | 2006   | 2011   | 2012   |
| ------ | ------ | ------ | ------ | ------ |
| 49 994 | 60 295 | 62 187 | 61 812 | 61 719 |

### Démographie depuis 2015
En 2022, le canton comptait 61 908 habitants, en évolution de +0,88 % par rapport à 2016 (Yvelines : +2,72 %, France hors Mayotte : +2,11 %).
| 2013   | 2018   | 2022   |
| ------ | ------ | ------ |
| 61 171 | 61 907 | 61 908 |